# Heterotropus griseus
Heterotropus griseus är en tvåvingeart som beskrevs av Greathead 1967. Heterotropus griseus ingår i släktet Heterotropus och familjen svävflugor.
Artens utbredningsområde är Eritrea. Inga underarter finns listade i Catalogue of Life.